# Chrysopa perplexa
Chrysopa perplexa är en insektsart som beskrevs av Robert McLachlan 1887.
Chrysopa perplexa ingår i släktet Chrysopa och familjen guldögonsländor. Inga underarter finns listade i Catalogue of Life.